# Liste der Kulturdenkmale in der Gmina Ryczywół
In der Liste der Kulturdenkmale in der Gmina Ryczywół sind alle Kulturdenkmale der Gmina Ryczywół, zugehörig zum Powiat Obornicki in der polnischen Woiwodschaft Großpolen, aufgelistet. Grundlage ist die Veröffentlichung der Denkmalliste des Narodowy Instytut Dziedzictwa  (NID, deutsch Nationales Institut für Kulturerbe) für die Woiwodschaft Großpolen vom 31. Dezember 2022. Die folgenden Angaben ersetzen nicht die rechtsverbindliche Auskunft der Denkmalbehörde.

## Legende
- Lage: Angabe von Ort, Straßenname und Hausnummer des Kulturdenkmals. Der Link Standort führt zu verschiedenen Kartendarstellungen und nennt die Koordinaten des Kulturdenkmals.
- Objekt: Name, Bezeichnung oder die Art des Kulturdenkmals.
- Beschreibung: gibt die baulichen und geschichtlichen Einzelheiten des Kulturdenkmals an, vorzugsweise die Denkmaleigenschaften.
- NID-Nr.: Registriernummer des Kulturdenkmals entsprechend den Listen des Narodowy Instytut Dziedzictwa (NID, deutsch Nationalinstitut für Kulturerbe). Sie identifiziert das Kulturdenkmal eindeutig.
- Bild: zeigt ein Bild des Kulturdenkmals und gegebenenfalls einen Link zu weiteren Fotos des Kulturdenkmals im Medienarchiv Wikimedia Commons.

## Denkmalliste nach Ortsteilen
Die denkmalgeschützten Objekte werden entsprechend der polnischen Denkmalliste nach Ortsteilen aufgelistet.

### Chlebowo
| Lage                | Objekt                  | Beschreibung                       | NID-Nr. | Bild |
| ------------------- | ----------------------- | ---------------------------------- | ------- | ---- |
| Chlebowo (Standort) | Park eines Herrenhauses | zweite Hälfte des 19. Jahrhunderts | A-459   | BW   |

### Dąbrówka Lutomska
| Lage                         | Objekt                      | Beschreibung    | NID-Nr. | Bild |
| ---------------------------- | --------------------------- | --------------- | ------- | ---- |
| Dąbrówka Lutomska (Standort) | Schlossanlage               | 19. Jahrhundert | A-1447  | BW   |
| Dąbrówka Lutomska (Standort) | Park, zugehörig zum Schloss | 19. Jahrhundert | A-456   | BW   |

### Gorzewo
| Lage | Objekt                             | Beschreibung          | NID-Nr. | Bild           |
| ---- | ---------------------------------- | --------------------- | ------- | -------------- |
| ()   | Hofanlage, mit Herrenhaus und Park | Mitte 19. Jahrhundert | A-1690  | weitere Bilder |
| ()   | Herrenhaus                         |                       |         | weitere Bilder |
| ()   | Park                               |                       |         | weitere Bilder |

### Ludomki
| Lage       | Objekt     | Beschreibung                      | NID-Nr.    | Bild |
| ---------- | ---------- | --------------------------------- | ---------- | ---- |
| (Standort) | Herrenhaus | erste Hälfte des 19. Jahrhunderts | 914/Wlkp/A | BW   |

### Ludomy
| Lage              | Objekt                                                     | Beschreibung                                                                             | NID-Nr.    | Bild           |
| ----------------- | ---------------------------------------------------------- | ---------------------------------------------------------------------------------------- | ---------- | -------------- |
| Ludomy (Standort) | Pfarrkirchenkomplex                                        | mit Kirche, Kirchfriedhof, Pfarrhaus und Pfarrgarten mit Hof (siehe nachfolgende Zeilen) | 671/Wlkp/A | BW             |
| Ludomy (Standort) | Pfarrkirche św. Jana Chrzciciela (St. Johannes der Täufer) | 1868–94                                                                                  |            | weitere Bilder |
| Ludomy ()         | Kirchfriedhof                                              |                                                                                          |            |                |
| Ludomy ()         | Pfarrhaus                                                  | 1889–1901                                                                                |            | Pfarrhaus      |
| Ludomy ()         | Pfarrgarten mit Hof                                        | 19./20. Jahrhundert                                                                      |            |                |
| Ludomy (Standort) | Gutspark                                                   | 18./19. Jahrhundert                                                                      | A-457      | weitere Bilder |

### Łopiszewo
| Lage                 | Objekt      | Beschreibung                       | NID-Nr. | Bild |
| -------------------- | ----------- | ---------------------------------- | ------- | ---- |
| Łopiszewo (Standort) | Schlosspark | zweite Hälfte des 19. Jahrhunderts | A-458   | BW   |

### Ninino
| Lage              | Objekt        | Beschreibung                                                                        | NID-Nr. | Bild           |
| ----------------- | ------------- | ----------------------------------------------------------------------------------- | ------- | -------------- |
| Ninino (Standort) | Palastkomplex | zweite Hälfte des 19. Jahrhunderts, mit Palast und Park (siehe nachfolgende Zeilen) |         | BW             |
| Ninino ()         | Palast        |                                                                                     | A-1691  | weitere Bilder |
| Ninino ()         | Park          |                                                                                     | A-407   | weitere Bilder |

### Orłowo
| Lage              | Objekt                      | Beschreibung                                                              | NID-Nr. | Bild |
| ----------------- | --------------------------- | ------------------------------------------------------------------------- | ------- | ---- |
| Orłowo ()         | Herrenhaus                  | Ende 19. Jahrhundert                                                      |         |      |
| Orłowo ()         | Herrenhaus (Denkmalkomplex) | Ende 19. Jahrhundert, mit Herrenhaus und Park (siehe nachfolgende Zeilen) |         |      |
| Orłowo ()         | Herrenhaus                  |                                                                           | A-1692  |      |
| Orłowo (Standort) | Park                        |                                                                           | A-408   | BW   |

### Ryczywół
| Lage                          | Objekt              | Beschreibung                                                                         | NID-Nr.    | Bild           |
| ----------------------------- | ------------------- | ------------------------------------------------------------------------------------ | ---------- | -------------- |
| ul. Stepczyńskiego (Standort) | Pfarrkirche         | Kirche św. Mikołaja (St. Nikolaus), 1924/1925; mit Kirchfriedhof und Pfarrhausgarten | 670/Wlkp/A | weitere Bilder |
| ul. Stepczyńskiego ()         | Kirchfriedhof       |                                                                                      |            |                |
| ul. Stepczyńskiego ()         | Pfarrhausgarten     |                                                                                      |            |                |
| ul. Czarnkowska 24 (Standort) | Evangelische Kirche | 1896–1898, mit Friedhof                                                              | 537/Wlkp/A | weitere Bilder |
| ul. Czarnkowska 24 ()         | Friedhof            | Friedhof der evangelischen Kirche                                                    |            |                |